# 論理包含

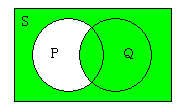
P ⇒ Q のベン図による表現

同じくベン図による表現

論理包含（ろんりほうがん、含意（がんい）、内含、英: implication、IMP）は、第1命題が偽または第2命題が真のときに真となる論理演算である。条件文（じょうけんぶん、英: conditional）とほぼ同じものである。論理的帰結（英: logical consequence）や伴意（英: entailment）とは異なる物である。
2つの命題 {\displaystyle P} と {\displaystyle Q} に対する論理包含を {\displaystyle P\implies Q} (または {\displaystyle P\to Q})と書き、「{\displaystyle P} ならば {\displaystyle Q}」、「{\displaystyle P} は {\displaystyle Q} を含意する」、「{\displaystyle P} は {\displaystyle Q} の十分条件」と読む。また {\displaystyle P\implies Q} の形をした命題を仮言命題（hypothetical proposition）、{\displaystyle P} をその前件（antecedent）、{\displaystyle Q} をその後件（consequent）などと呼ぶ。

## 記号
ペアノは、1889年に出版した『算術の諸原理（羅: Arithmetices Principia: Nova Methodo Exposita）』において、命題 " {\textstyle A} ならば {\displaystyle B} " を {\displaystyle C} を逆向きにした記号 Ɔ で「{\textstyle A} Ɔ {\displaystyle B}」と表現した。また同時に命題 “ {\displaystyle A\subset B} ” をも「{\textstyle A} Ɔ {\displaystyle B}」と表わした。ラッセルはペアノにならい、1910年から1913年に出版した『プリンキピア・マテマティカ』において、命題 " {\textstyle A} ならば {\displaystyle B} " を「 {\displaystyle A\supset B} 」と表現した。ゲンツェンはラッセルに従い、命題 " {\textstyle A} ならば {\displaystyle B} " を「 {\displaystyle A\supset B} 」と表現した。ハイティングは、命題 " {\textstyle A} ならば {\displaystyle B} " を最初は「 {\displaystyle A\supset B} 」と表現したが、後になって右向き矢印で「 {\displaystyle A\to B} 」と表現するようになった。

## 性質
古典論理においては、否定 ¬ と論理和 ∨ で表せる。冒頭の定義はこの式を日本語にしたものである。
{\displaystyle (P\rightarrow Q)\Leftrightarrow (\lnot P\lor Q)}
なお、直観主義論理においては左向きの矢印しか成り立たない、つまり両辺は等価ではない。
また、古典論理ではド・モルガンの法則により、次のように変形できる。
{\displaystyle (P\rightarrow Q)\Leftrightarrow \lnot (P\land \lnot Q)}
ほかに、次のような性質がある。
- {\displaystyle P\rightarrow P} （同語反復）
- {\displaystyle P\rightarrow (P\lor Q)}
- {\displaystyle (P\rightarrow Q)\rightarrow (\lnot Q\rightarrow \lnot P)} （対偶の法則）
- {\displaystyle (P\rightarrow Q)\land (Q\rightarrow P)\rightarrow (P\Leftrightarrow Q)} （反対称律、同値）
- {\displaystyle (P\rightarrow Q)\land (Q\rightarrow R)\rightarrow (P\rightarrow R)} （推移律、三段論法）

### 真理値表
{\displaystyle P\to Q} の真理値表は以下。
| 命題 P | 命題 Q | P → Q |
| ------ | ------ | ----- |
| 真     | 真     | 真    |
| 真     | 偽     | 偽    |
| 偽     | 真     | 真    |
| 偽     | 偽     | 真    |

## 論理包含と条件文の関係
論理包含と条件文は同じものとすることが多い。しかし必ずしもそうではなく、論理包含は「断言」的関係、条件文は「予想」的関係だとして区別し、また、次のように表現し分けることもある。
- {\displaystyle P\implies Q} （{\displaystyle P\ {\text{implies}}\ Q}、P は Q に包含される）
- {\displaystyle P\to Q} （if P then Q、もし P ならば Q が成り立つ）

ただし、上記の利用法とは異なり {\displaystyle \implies }  は伴意の記号としても使われることに注意。

## 例
P が偽ならば、Q の真偽にかかわらず「P ならば Q」が真である (空虚な真)、という定義は直感的に受け入れ難く、しばしば哲学的な議論の主題となる。以下、いくつかの例とそれについての議論を示す。

### 数学的な例
例えば「千円以上持っている人は百円以上持っている」という文が（意味深いかどうかはともかくとして）正しいことに異論はないであろう。数学記号を用いると「{\displaystyle x\geqq 1000\implies x\geqq 100}」ということになる。この命題の前件と後件は変数 {\displaystyle x} を含み、{\displaystyle x} に代入される値によって真偽が変わるのであるから、正確には「任意の {\displaystyle x} に対して {\displaystyle x\geqq 1000\implies x\geqq 100}」という主張である。{\displaystyle x\geqq 1000} の場合のみならず、{\displaystyle x<1000} の場合でも真であるためには、上記の定義が必要であることが了解されよう。
なお、この例において二つの集合 {\displaystyle \{x\mid x\geqq 1000\}} と {\displaystyle \{x\mid x\geqq 100\}} は包含関係 {\displaystyle \{x\mid x\geqq 1000\}\subset \{x\mid x\geqq 100\}} にある。これが「論理包含」という語の由来である。

### 日常的な例
ある人が「この仕事が失敗したら辞表を出す」と言ったとしよう。この言葉が嘘となるのは、仕事が失敗したにもかかわらず辞表を出さなかった場合のみである。仕事が失敗して辞表を出したならば約束を守ったのであるし、仕事が成功して（失敗せず）かつ辞表を出さなかったならば、やはりその人は嘘を言わなかったことになる。仕事が成功したにもかかわらず（何か他の理由で）辞表を出した場合も、やはり嘘を言ったとはみなされないであろう。すなわち、先の宣言では仕事が成功した場合のことは何も言っていないのであるから、辞表を出そうが出すまいが本人の自由である。
また、性質に示されている通り、論理包含 {\displaystyle P\implies Q} 「P ならば Q」は {\displaystyle \neg P\lor Q}「Pでない、またはQ」と同値であるが、この例として "If you move, I will kill you."（動いたら殺すぞ）が "Don't move, or I will kill you." （動くな、もしくは殺すぞ）が挙げられる。

### 日常会話との乖離
日常会話における例を挙げたが、注意しなければならないのは、（いわゆる「古典的な」）論理における「ならば」と日常会話における「ならば」は同一ではない、ということである。まず、日常会話における「ならば」は、しばしば時間的な依存関係（因果関係）を内包する。例えば「薬を飲まなければ病気が治らない」の対偶は、逐語的には「病気が治るならば薬を飲む」であるが、この二つは明らかに意味が異なる。時間的な依存関係に注意して「病気が治った人は薬を飲んだはずだ」と言えば元の文の意味に近い。
次に、日常会話における前件は、まだ真偽が確定していない事項か、真偽が変数に依存することが普通である。すなわち、偽であることが分かっている命題を前件とすることが、日常会話では通常あり得ないのであって、それが論理包含の定義を分かりにくいものとしている。例えば、身長150cmで体重50kgの人が次のように言ったとしよう。「もし私の身長が160cm以上ならば私の体重は40kg以下である。真理値表より嘘ではありませんよ。」日常会話としては意義がないが、論理的には全く正しい。
結局のところ、（古典的な）論理における「ならば」は、日常会話での「ならば」と通じる部分もあるためにそのように名付けられたが、似て非なるものであると解釈するのが安全であろう。定義の繰り返しになるが、論理における「P ならば Q」は、「P でない、と Q である、の少なくとも一方が正しい」の短い言い換えなのである。以上のようなことは無論、現代の論理学が放置するようなものではなく、日常会話での「ならば」をうまく扱えるような論理のシステム（規則や解釈など）は、現代の論理学が研究の対象としている内容の一つである。